# Dětská opera

## Prehistorie dětské opery
Předobrazem opery je antické drama. O teorii antického umění víme poměrně dost. O starověké hudební teorii se dochovalo mnoho dobových spisů, známe učení Pythagorovo a kánoniků i teorie harmoniků, kteří navazovali na učení Aristotelovo. O dvě tisíciletí později Friedrich Nietzsche dokazoval, že řecká tragédie se zrodila z hudebního dechu Dionysova. Nicméně o praxi starověké hudby víme velmi málo, hudba k Plautovým komediím se vzhledem k tehdy neexistující notografii nedochovala.
Mistři florentské cameraty se odkazovali na antické umění, ale ve skutečnosti byla matérie prvních oper odvozena ze středověkých školských her a renesančního madrigalu. Obnovený jednohlas, který prostřednictvím opery nahradil složitou renesanční polyfonii, měl svůj předobraz ve středověkých ballatách, villanellách, vaudevillech a především v biblických hrách, které kočovné herecké společnosti vypracovaly do podoby autonomního hudebního divadla, respektive divadla s významným podílem hudby.
Nová hudební forma měla možná blíže k tradiční čínské opeře než k antickým divadelním spektáklům. Ostatně Čína má díky císaři Gaozuovi, zakladateli čínské dynastie Tang, jedno prvenství – osvícený vládce zřídil začátkem 7. století Královskou akademii pro výuku divadla, hudby a tance. Škola vychovávala studenty od velmi útlého věku. S přihlédnutím k pozdějšímu podílu akademie na operních produkcích bychom mohli lokalizovat první dětské opery právě do Číny. 
Evropský středověk objevil pedagogický potenciál divadla ve školských hrách a v řádovém školském divadle, v biblických hrách a intermediích. Školské divadlo sloužilo jako pomocník výuky latiny, gramatiky, pohybových dovedností (opera pak přidala výuku hudby). Studenti měli možnost účinkovat v mnoha středověkých inscenacích. Víme, že v Anglii od poloviny 16. století fungoval chlapecký sbor Královské kaple. Repertoár souboru zahrnoval hudební i divadelní produkce, které měly již velmi blízko k opeře.

## Rok 1600 – vznik opery
Rokem 1600 oficiálně datujeme vznik opery. Ve skutečnosti už o dvě desetiletí dříve píše Orazio Vecchi své dramatické madrigaly, které, kromě hojného užití polyfonie, byly od prvních oper téměř k nerozeznání. Skladatelé prvních oper chtěli spojit hudbu a poezii. O tomto záměru píše Adriano Banchieri, pokračovatel Orazia Vecchiho, ale i velký ctitel florentských mistrů a Claudia Monteverdiho, v prologu Mladické moudrosti vydané roku 1628 toto: „Kdo by nevěděl, rozmilí posluchači, že Hudba a Poezie jsou obě tak harmonické, že je možno říci, že Hudba je duší Poezie a že Poezie je duší Hudby? A že je pravda, že hudebník svými tóny a básník svými rýmy poskytují sluchu stejnou dokonalost, která je jedna a táž pro Hudbu i Poezii (když ovšem jsou spojeny znaleckou a umělou rukou). A je běžnou věcí na jevišti recitovat poezii a podporovat ji hudbou, aby byla dokonalejší; nyní však v tomto divadle uslyšíte nikoliv oddělené, ale spojené v jedno Poezii a Hudbu, které jsou připraveny, aby vám obě zároveň recitovaly veleumělou komedii, která je věcí dosud neslýchanou, ale možno říci zajišťující nám nemalé potěšení, poněvadž je v zásadě pravda, že všechny nové věci se líbí.“
O pár desítek let později křehké námluvy hudby a poezie převálcovalo bel canto. Vzniká zcela svébytný typ hudebního divadla – italská opera, která dostala v průběhu staletí mnoho podob, ale vždy se odvozovala nebo vymezovala vůči původní belcantové podobě. Nové umění, vedle umělecké a reprezentativní funkce, mělo také obrovský didaktický potenciál. Ještě jednou si dovolím zmínit Aristotela, který za podstatu umění považuje mimesis – forma, rytmus, hlas, barva, slova, to jsou prostředky napodobování. Svět mimesis a fikce sahá k nejranějšímu dětství. Od narození se učíme pomocí nápodoby, fiktivní světy opřádají realitu dětství a rozvíjejí fantazii a kreativitu. A právě opera ve své klasické belcantové podobě sdružuje všechny tyto nástroje mimesis. 
Je přirozené a logické, že dětské opery vznikají již od 17. století. V Anglii píše Henry Purcell nejstarší dochovanou operu v anglickém jazyce – Dido a Aeneas, která byla premiérována na jaře roku 1689 žačkami dívčí školy Josiase Priesta v Londýně. Ve Francii byly často hrány opery M. A. Charpentiera jako školní představení – žáci během operních představení mohli ukázat, co se naučili (opera díky své multižánrové šíři sloužila k tomuto účelu perfektně). Na evropských scénách se dokonce objevují profesionální dětské společnosti. Asi nejzajímavější je dětmi obsazená inscenace italské opery Il re pastore napsané Giuseppe Bonnem (později toto libreto zhudebnil také Mozart) provedená v roce 1751 v Schönbrunnu při příležitosti narozenin Marie Terezie, královny uherské a české, arcivévodkyně rakouské a vévodkyně parmské.
Propojení školní výuky a opery bylo velmi silné na nejstarších konzervatořích v Benátkách (Ospedale della Pietà, kde působil Antonio Vivaldi) a především v Neapoli. Na Conservatorio dei Poveri di Gesù Cristo působili slavní operní autoři jako Giovanni Battista Pergolesi nebo Nicola Porpora. Na slavné Conservatorii se školili zpěváci a také kastráti, mezi nimi kraloval nejslavnější kastrát 18. století – Farinelli. I díky studentům slavné konzervatoře italské hudební umění a především italská opera do konce 17. století ovládla Evropu.  
Specifický typ dětské opery jsou díla psaná dětmi. Nejznámějším zázračným dítětem byl Wolfgang Amadeus Mozart, který do svých patnácti let napsal šest oper. Jeho velký obdivovatel Felix Mendelssohn-Bartholdy zkomponoval do svých patnáctin opery dvě – tříaktový singspiel Dva synovci (Die beiden Neffen) a umělecky životnější Camachovu svatbu (Die Hochzeit des Camacho).

## Nová opera 19. a 20. století
Od 2. poloviny 19. století nové pedagogické teorie přinášejí také revoluci v praxi dětské opery. Postupně mizel dřívější nešvar svěřovat dětem dospělé role čarodějů, starců a podobně. Školní výuka se více propojila s realizováním školních oper. V Anglii přináší radikální změnu vnímání hudebního divadla ve školní výuce nový školský zákon z roku 1870 – ten počítá s výukou dramatu a také opery a operety jako součástí kompendia běžné školní výuky. Stejně tak institucionalizované školství v Rakousko-Uhersku s hudbou velmi počítá.
Další revoluce v dětské opeře nastala po první světové válce. Koncem 20. let byl Paul Hindemith inspirován Kestenbergovou reformou hudební výchovy škol výmarské republiky a v roce 1930 píše školní operu, či spíše písňové pásmo Stavíme město (Wir bauen eine Stadt). Vychází z Brechtovy myšlenky, že „hudbu tvořit je lepší nežli hudbu poslouchat“. Výše zmíněnou reformou hudební výchovy, která směřovala k tvůrčí činnosti, byl ovlivněn také Kurt Weill, který ve spolupráci s Bertoldem Brechtem vytvořil specifický typ německého muzikálu. Během svého amerického období pak usiloval o tvorbu americké opery – jeho aktivity na poli hudebního divadla ovlivnily podobu amerického muzikálu 2. poloviny 20. století. Weillův muzikál Down in a Valley z roku 1948 byl ve své zkrácené a zjednodušené verzi proveden jen do roku 1960 na více než 6000 školních představeních a pravděpodobně se tak stal nejhranější dětskou inscenací všech dob. 
Obrovské množství oper vzniká díky státem podporovanému hudebnímu školství v SSSR a jeho satelitech. Nejvíce školních oper, operet a muzikálů Weillova typu bylo napsáno v NDR. Za všechny opusy jmenujme operu Oktoberkinder Wolfganga Lessera a Nilse Wernera, určenou pro deseti až čtrnáctileté žáky, kteří prý již dokázali chápat smysl morálního rozechvění pionýrů nad krádeží leninského odznaku. Ideologické svázání opery pro děti vedlo ke vzniku průměrné a podprůměrné tvorby, některé opusy jsou vyloženě magická díla kouzla nechtěného.
Zcela jiná situace byla v Německu západním. Kvantitativně se západoněmečtí autoři nemohli měřit s tvorbou východoněmeckých soudruhů. Zato se dětské opeře věnovalo několik mistrů – za všechny jmenujme Hanse Wernera Henzeho, který je stylově rozkročen mezi serialismem, jazzem a starými formami evropskými i mimoevropskými. Henze je autorem mnoha studentských skladeb. Pro nás je nejzajímavější dětská opera Pollicino, premiérovaná v Montepulcianu v roce 1980. V této opeře je 20 dětských rolí, autor počítá s dětskými instrumentalisty. V roce 2003 pak napsal téměř osmdesátiletý autor na vlastní libreto pohádkovou operu L'Upupa a vítězství synovské lásky (L'Upupa und der Triumph der Sohnesliebe). Opera měla triumfální premiéru na Salcburském festivalu. V rozhovoru pro Wiener Zeitung k operní premiéře se objevují následující Henzeho slova: „Mnozí moji komponující kolegové pokládají tělesné v hudbě za nepřípustné a požadují čistou duchovnost. To pokládám za nesprávné. Myslím si, že dobrá zábava musí být inteligentní a inteligentní umění zároveň zábavné.“

## Opera dnes
Charakteristiku poválečné opery, tedy opery posledních 65 let, které zahrnují naši živou historickou paměť, skvěle vystihuje Paul Henry Lang, dlouholetý hudební kritik New York Herald Tribune, který uvádí dva příklady: operu Fiesta Daria Milhauda z roku 1958 a operu Škola pro ženy (The School for Wives) zkomponovanou Rolfem Liebermannem. Na prvním příkladu Lang dokazuje, že i tak zkušený mistr, jakým Milhaud bezesporu byl, ve Fiestě zcela odvrhl operní schémata a napsal sofistikovanou operu „bez hmoty“, která se míjí s běžným návštěvníkem operních domů. Oproti tomu Liebermannovo dílo naplňuje všechny operní konvence dokonale, ale nepřináší nic osobitého – pomineme-li moderní harmonii a instrumentaci, Liebermann napsal další z dlouhé řady dnes zapomenutých oper předchozích 350 let. Asi bychom mohli polemizovat s výběrem uvedených příkladů a mezi soudobými operami bychom pravděpodobně našli kontrastnější příklady, nicméně pointa Langova výkladu je jasná.
Úspěšná dětská opera by měla zachovat kontinuitu příběhu (přehledný a vypointovaný děj) a musí obsahovat zapamatovatelné árie nebo alespoň hudební motivy. Jinak může autor použít jakkoli moderní vyjadřovací jazyk. V instrumentaci, scénickém pojetí, režii může být opera neomezeně avantgardní, ale musí být zachován příběh a melodie, kterých se dětský posluchač dokáže zachytit. Atematická atonální dětská opera prostě nebude fungovat (seriální techniky však může autor při zachování výše uvedených podmínek směle využít).
Problém rozevírajících se nůžek mezi vkusem laického posluchače a očekáváním odborníka je ze všech hudebních žánrů nejpalčivější právě v opeře. Možná je opera stará forma, kterou novým obsahem už naplnit nelze. Koneckonců operní kánon čítá nějakých 150 operních titulů – Mozart, Rossini, Verdi, Wagner, Dvořák, Čajkovskij, Puccini a několik dalších mistrů 18. a 19. století (posledních 90 či 100 let operní tvorby v kmenovém repertoáru divadelních domů téměř chybí). Přesto v operu věřím, jsem přesvědčen, že v nové podobě opera vstane stejně, jako před ní mnoho jiných zapomenutých žánrů nejen hudebních vykřesalo svou novou existenci z popela zapomnění. Jedním z mých favoritů-operních skladatelů 2. poloviny 20. století je Gian Carlo Menotti, jehož profesní dráha názorně ukazuje, jak nevděčný úkol měli operní autoři posledních šedesáti let. Menotti ve svých operách vyhověl opernímu schématu. Napsal 26 oper, z toho šest dětských. V roce 1963 měla v Paříži premiéru jeho opera Poslední divoch (L'ultimo selvaggio). Opera byla kritiky zcela zavržena. Menottiho libreto Posledního divocha je sice poměrně slabé, ale hlavním trnem v oku kritiků byla konzervativní hudba, kterou nesmlouvaví hudební modernisti nemohli snést. Menotti se nepodbízel, ani se nesnížil k prázdné komerční tvorbě. Na hudební kritiky i své kolegy však zapůsobit nedokázal.
Na druhé straně pomyslného spektra stojí mistři 20. století, kteří vložili do operního schématu originální obsah, experiment. S operním posluchačem se však míjeli. Olivier Messiaen ve svém Svatém Františkovi z Assisi přivedl na scénu tradiční velkou francouzskou operu s navýsost moderním hudebním jazykem. Mnohem dále zašel Christian Ofenbauer, který v opeře SzenePenthesileaEinTraum oddělil hudbu od scénického děje – dekonstruktivním pohledem se podíval na antický námět. Představitelé minimal music experimentovali s operním časem (Glassův Einstein na pláži zabere více než pět hodin). Mistrovství, které posunulo nonartificiální hudbu 20. století k nebývalému bohatství forem a podob, operní publikum však nepromíjí. Na vlastní kůži záliby operního publika pocítila objevná dramaturgie pražského Národního divadla, která v letech 2003 až 2006 přivedla na scénu zlaté kapličky mnoho soudobých oper – pomineme-li však premiérová představení, odehrávaly se většinou kvalitně připravené inscenace před poloprázdným hledištěm.
V oblasti dětské opery se umělecké nároky i přání posluchačů potkávaly častěji. Specifika žánru dětské opery umožnily autorům 20. století při zachování umělecké úrovně nabídnout dětským posluchačům srozumitelné inscenace, a v případě oper psaných pro dětské interprety obvykle vyšli autoři vstříc interpretačním mantinelům dětských zpěváků a hudebníků. V šedesátých letech vznikají v Čechách kvalitní dětské opery – Kolotoč Václava Trojana, Broučci Otmara Máchy, Křičkova opera O dvanácti měsíčkách a v roce 1969 velmi zajímavá dvanáctiminutová operka Ilji Hurníka O smutné princezně (dětské zpěváky doprovází Orffovský orchestr, dílko se blíží typu školní meziválečné opery v Německu).
V roce 1968 vzniká Canadian Children's Opera Company, pro kterou napsal výše zmiňovaný G. C. Menotti dětskou operu Chip a jeho pes (Chip and His Dog) nebo Derek Holman na libreto slavného kanadského spisovatele Robertsona Daviese operu Lék doktora Canona (Doctor Canon's Cure). V roce 1969 vzniká Dětská opera Taškent. U nás působí od roku 1999 Dětská opera Praha, která uvedla nejen na českých scénách Krásova Brundibára – dětskou operu s dramatickou historií. Pro Dětskou operu Praha píší čeští skladatelé jako Emil Zámečník, Pavel Trojan, Ilja Hurník a další.
Ze světové tvorby nesmíme určitě zapomenout na dětské opery Benjamina Brittena – v roce 1946 píše Kominíčka (The Little Sweep), v 60. letech pro Aldeburský operní festival Zlatou marnivost (The Golden Vanity) a O potopě světa (Noye's Fludde) napsanou podle středověké náboženské hry z cyklu Chester Mystery Plays. Určitě zmiňme Dmitrije Kabalevského a jeho operní pohádku Mlynář, chlapec a osel (napsanou roku 1948) a Davida Bedforda, který o pár desetiletí po Kabalevském experimentuje s užitím volné notace v dětských operách. Zajímavý je vliv commedia dell'arte na podobu soudobých dětských oper. Za zmínku určitě stojí Purcell School v Anglii (pravděpodobně nejdražší evropská hudební škola, která má v rámci pracovních dílen propracovaný program pro tvorbu oper a muzikálů). V anglosaském světě na půdě středních škol vzniklo mnoho muzikálů i originálních inscenací, kterých najdete na Youtube nepřeberné množství. Samostatnou kapitolou jsou zkrácené verze klasických oper a muzikálů pro mladé posluchače i interprety.